# Edith Best
Pour les articles homonymes, voir Best.
Edith Best (11 juillet 1865 - 9 mars 1950) est une musicienne irlandaise et l'une des membres fondatrices du Feis Ceoil,.

## Petite enfance et famille
Edith Best est née à Dublin le 11 juillet 1865. Elle est la plus jeune des 14 enfants du marchand, Eldred Oldham et Annie (née Alker). Deux de ses frères et sœurs sont Alice Oldham, une des neuf premières femmes à avoir obtenu un diplôme universitaire en Grande-Bretagne ou en Irlande, et Charles Hubert Oldham, premier professeur d'économie nationale à l'University College Dublin. Elle fréquente la Royal Irish Academy of Music (RIAM), étudiant avec Margaret O'Hea et Robert Prescott Stewart. Elle remporté le prix Lord O'Hagan en 1883. Best fut l'une des trois premières candidates à remporter une bourse au Royal College of Music de Londres en 1883, devenant associé du Collège par concours en 1887. Elle est une amie proche et une confidente du directeur du Collège, sir George Grove, comme ses 514 lettres entre 1883 et 1899 en témoignent. Ces lettres sont maintenant conservées dans la bibliothèque de la MRC,,,.
En 1906, elle épouse Richard Irvine Best. Au moment de leur mariage, elle a 41 ans et lui 34 ans. Il déclare que « ni lui ni sa femme ne se faisaient d'illusions l'un sur l'autre ». Elle meurt à son domicile de Dublin à l'âge de 84 ans. Elle est enterrée au cimetière de Deansgrange.

## Carrière
Elle retourne au RIAM en tant que professeur de piano en 1887, conservant ce poste jusqu'en 1932. Elle est la première enseignante du RIAM à détenir un diplôme en musique. Elle est également assistante de Michele Esposito en tant qu'examinatrice de centre local. Best est une membre fondatrice du Feis Ceoil, assumant une grande responsabilité pour son organisation. Sous sa direction, le festival devient un événement annuel. En 1898, elle a décrit la fondation de la Feis dans un document à l'Incorporated Society of Musicians comme étant inspirée à « finalement faire plus pour l'art de la musique en Irlande que tout ce qui a encore été tenté. », Avec Joseph Seymour et Edward Fournier, elle visite le Welsh Eisteddfod pour le comparer avec les Feis et espérait qu'il deviendrait aussi influent que le festival gallois. Elle travaille avec Eoin MacNeill et la Ligue gaélique pour promouvoir les Feis et organiser des prix. Sous son influence, le festival élargit son champ d'action au-delà de la musique purement irlandaise. Elle est secrétaire honoraire de la Feis Ceoil Association de 1896 à 1905 et vice-présidente de 1905 à 1950. En 1897, Esposito lui dédie sa cantate Deirdre. Best est une membre fondatrice de la Dublin Orchestral Society en 1899. elle succède à Esposito en tant que directrice de la musique à l'Alexandra College de Dublin, en 1927. Elle devient associée de la Royal Dublin Society en 1892 et membre du RIAM en 1938.